# Monirak Sisowath
Monirak Sisowath (Hans Kungliga Höghet Sdech Krom Khun Sisowath Chivan Monirak), född 1 februari 1936 död 28 december 2016, skådespelare och medlem av den Kambodjanska kungafamiljen Sisowath

## Filmografi
- The Mission 1986
- The Killing Fields 1984